# Pipe Cove
Die Pipe Cove ist eine kleine Bucht an der Westküste von Signy Island im Archipel der Südlichen Orkneyinseln. Sie liegt südlich der Thulla Cove und östlich der Jebsen Rocks.
Der Falkland Islands Dependencies Survey nahm zwischen 1947 und 1950 Vermessungen vor. Luftaufnahmen entstanden 1968 durch die Royal Navy. Das UK Antarctic Place-Names Committee benannte sie 2004 nach einem alten Wasserrohr (englisch pipe), das Walfänger hier zurückgelassen hatten.